# Schola Gregoriana Dominicana
De Schola Gregoriana Dominicana is een gregoriaans koor uit de Belgische plaats Knokke-Heist dat onder leiding staat van Jacques Maertens (°1932).
Het koor is verbonden aan de Dominicanenkerk in de Sparrendreef waar het koor iedere zondag de H. Mis om 11 uur verzorgt. Daarnaast geeft de Schola, die uit circa 25 leden bestaat, geregeld concerten met specifieke thema's zoals Mariale Gezangen - Passiemuziek - Het Kerkelijk Jaar enz. afgewisseld met aangepaste orgelmuziek.
De Schola Gregoriana Dominicana werd opgericht in 1998.